# Andrea Guardini
Andrea Guardini (Tregnago, 12 giugno 1989) è un ex ciclista su strada e pistard italiano con caratteristiche di velocista, professionista dal 2011 al 2021.

## Carriera

### Gli esordi e gli anni da dilettante
Gareggiò nelle categorie giovanili per l'ASD Goretex-Bruno Gaiga di Verona, ottenendo diversi risultati su pista: nel 2007 si laureò infatti campione europeo a Cottbus nel keirin juniores, nonché, sempre tra gli juniores, campione italiano nella velocità individuale e in quella a squadre (con Stefano Melegaro ed Elia Viviani).
Attivo tra i dilettanti Elite/Under-23 dal 2008 al 2010, nel 2009 conquistò la maglia tricolore nella velocità a squadre (con Luca e Francesco Ceci) su pista, mentre l'anno seguente fece segnare il record assoluto di vittorie nella categoria dilettanti in Italia, con diciannove successi su strada, tra cui una tappa al Giro Baby, e la medaglia di bronzo nella prova in linea ai Giochi del Mediterraneo tenutisi a Pescara. Nell'agosto 2010, dopo aver corso alcune gare come stagista (compreso il Giro di Danimarca) con la ISD-Neri, ottenne un contratto da professionista per il 2011 proprio con la squadra di Luca Scinto, divenuta l'anno seguente, causa cambio di sponsor, Farnese Vini-Neri Sottoli.

### Dal 2011: il professionismo
Corre la prima gara tra i professionisti nel 2011 in Malaysia, al Tour de Langkawi, vincendo in volata la prima tappa e diventando in tal modo il primo italiano a vincere la corsa del debutto; si aggiudica poi altre quattro frazioni della competizione malese, la seconda, la sesta e la settima, sempre allo sprint. Nella sua prima stagione da professionista vince undici gare, in Qatar, in Turchia, in Slovenia, in Portogallo e al Giro di Padania, affermandosi come una delle migliori promesse del ciclismo italiano.
Nel 2012 vince la seconda, terza, quarta, ottava, nona e decima tappa del Tour de Langkawi. Il 24 maggio vince la diciottesima tappa del Giro d'Italia, da San Vito di Cadore a Vedelago, battendo in volata il campione del mondo Mark Cavendish. Viene convocato a giugno dal C.T. Bettini per un raduno di tre giorni a Levico Terme dal 19 al 21 per preparare le olimpiadi e il mondiale. In seguito, sempre a giugno, vince tre tappe al Tour of Qinghai Lake.
Nell'agosto 2012 firma un contratto biennale con il team kazako Astana, valido a partire dalla stagione ciclistica 2013. Nel febbraio 2013, con la nuova maglia, vince la settima tappa del Tour de Langkawi, da Kuantan a Dungun.

## Palmarès

### Strada
- 2008 (dilettanti)

Trofeo Antonietto Rancilio
Gran Premio San Gottardo
Coppa Sant'Anna
- 2009 (dilettanti)

Coppa Belricetto - Memorial Gualandi
Trofeo Giacomo Larghi
Memorial Vincenzo Mantovani
Trofeo Industria-Commercio-Artigianato di Vigonza
Coppa Città di Bozzolo
Gran Premio Calvatone
- 2010 (dilettanti)[5]

Gran Premio di San Bernardino di Lugo
Coppa Città di Melzo
Piccola Coppa Agostoni - Memorial Luciano Meroni
Trofeo Antonietto Rancilio
Trofeo Gino Visentini
Trofeo Giacomo Larghi
Coppa Romano Ballerini
Trofeo Lindo e Sano - Trofeo Sportivi Palazzolesi
Gran Premio di Roncolevà - Comune di Trevenzuolo
3ª tappa Girobio (Salsomaggiore Terme > Ghedi)
Gran Premio Banca di Credito Alta Padovana
Circuito Guazzorese
Coppa Stignani
Coppa Comune di Livraga
Gran Premio Sannazzaro
Trofeo SC Marcallo - Trofeo Casonese
Coppa Industria e Commercio - Memorial Eustorgio Galbiati
Trofeo Comune di Acquanegra sul Chiese - Gran Premio d'Autunno
Trofeo Sportivi Magnaghesi
- 2011 (Farnese Vini-Neri Sottoli, undici vittorie)

1ª tappa Tour de Langkawi (Dataran Helang > Pekan Kuah)
2ª tappa Tour de Langkawi (Kangar > Butterworth)
6ª tappa Tour de Langkawi (Rawang > Putrajaya)
7ª tappa Tour de Langkawi (Banting > Tampin)
10ª tappa Tour de Langkawi (UiTM Shah Alam > Kuala Lumpur)
5ª tappa Tour of Qatar (Sealine Beach Resort > Doha)
1ª tappa Presidential Cycling Tour of Turkey (Istanbul > Istanbul)
7ª tappa Presidential Cycling Tour of Turkey (Tekirova > Manavgat)
4ª tappa Giro di Slovenia (Ptuj > Novo Mesto)
5ª tappa Volta a Portugal (Oliveira do Hospital > Viseu)
5ª tappa Giro di Padania (Rovereto > Montecchio Maggiore)
- 2012 (Farnese Vini-Selle Italia, dieci vittorie)

2ª tappa Tour de Langkawi (Putrajaya > Malacca)
3ª tappa Tour de Langkawi (Malacca > Parit Sulong)
4ª tappa Tour de Langkawi (Batu Pahat > Muar)
8ª tappa Tour de Langkawi (Pekan > Chukai)
9ª tappa Tour de Langkawi (Kemasik > Kuala Terengganu)
10ª tappa Tour de Langkawi (Tasik Kenyir > Kuala Terengganu)
18ª tappa Giro d'Italia (San Vito di Cadore > Vedelago)
9ª tappa Tour of Qinghai Lake (Zhangye > Zhangye)
10ª tappa Tour of Qinghai Lake (Wuwey > Jingtai)
12ª tappa Tour of Qinghai Lake (Zhonghwei > Baiyin)
- 2013 (Astana Pro Team, una vittoria)

7ª tappa Tour de Langkawi (Kuantan > Dungun)
- 2014 (Astana Pro Team, cinque vittorie)

3ª tappa Tour de Langkawi (Kampar > Kuala Lumpur)
10ª tappa Tour de Langkawi (Tasik Kenyir > Kuala Terengganu)
2ª tappa Post Danmark Rundt (Skive > Aarhus)
4ª tappa Post Danmark Rundt (Nyborg > Odense)
1ª tappa Eneco Tour (Terneuzen > Terneuzen)
- 2015 (Astana Pro Team, otto vittorie)

1ª tappa Tour of Oman (Al Naman Castle > Al Wutayyah)
1ª tappa Tour de Langkawi (Langkawi > Langkawi)
2ª tappa Tour de Langkawi (Alor Setar > Sungai Petani)
4ª tappa Tour de Langkawi (Kota Bharu > Kuala Berang)
8ª tappa Tour de Langkawi (Kuala Lumpur > Kuala Lumpur)
2ª tappa Tour de Picardie (Villers-Saint-Paul) > Fleurines)
1ª tappa World Ports Classic (Rotterdam > Anversa)
1ª tappa Abu Dhabi Tour (Qasr al Sarab > Madinat Zayed)
- 2016 (Astana Pro Team, quattro vittorie)

1ª tappa Tour de Langkawi (Kangar > Bailing)
5ª tappa Tour de Langkawi (Tapah > Kuala Lumpur)
7ª tappa Tour de Langkawi (Seremban > Parit Sulong)
8ª tappa Tour de Langkawi (Batu Pahat > Malacca Loop)
- 2018 (Bardiani-CSF, tre vittorie)

1ª tappa Tour de Langkawi (Kangar > Kulim)
8ª tappa Tour de Langkawi (Rembau > Kuala Lumpur)
4ª tappa Tour of Hainan (Qionghai > Wanning)
- 2019 (Bardiani-CSF, due vittorie)

3ª tappa Istrian Spring Trophy (Pisino > Umago)
12ª tappa Tour of Qinghai Lake (Jinchang > Wuwei)
- 2020 (Giotti Victoria, due vittorie)

1ª tappa Turul României (Timișoara > Oradea)
5ª tappa Turul României (Bucarest > Bucarest)
- 2021 (Giotti Victoria-Savini Due, due vittorie)

1ª tappa Tour of Szeklerland (Târgu Mureș > Odorheiu Secuiesc)
3ª tappa Tour of Szeklerland (Sfântu Gheorghe > Sfântu Gheorghe)

#### Altri successi
- 2011 (Farnese Vini-Neri Sottoli)

Classifica a punti Tour de Langkawi
- 2012 (Farnese Vini-Selle Italia)

Classifica a punti Tour de Langkawi
Izegem Koerse (Criterium)
- 2015 (Astana)

Classifica a punti Tour of Oman
- 2016 (Astana Pro Team)

Classifica a punti Tour de Langkawi
- 2018 (Bardiani CSF)

Classifica a punti Tour de Langkawi

### Pista
- 2007 (US Ausonia-CSI Pescantina)

Campionati europei, Keirin juniores
Campionati italiani, Velocità individuale juniores
Campionati italiani, Velocità a squadre juniores (con Stefano Melegaro e Elia Viviani)
- 2009 (Neri Sottoli-Nuova Comauto-Promociclo)

Campionati italiani, Velocità a squadre (con Francesco Ceci e Luca Ceci)
- 2018 (Bardiani Csf)

Tre sere di Pordenone (con Paolo Simion)

## Piazzamenti

### Grandi Giri
- Giro d'Italia

2012: squalificato (20ª tappa)
2018: ritirato (4ª tappa)
- Vuelta a España

2014: 159º

### Classiche monumento
- Milano-Sanremo

2014: ritirato
2015: 139º
- Giro delle Fiandre

2017: ritirato
- Parigi-Roubaix

2013: 116º
2017: ritirato

## Riconoscimenti
- Premio giovani al Galà del Ciclismo di Conegliano nel 2011